# 祷告
禱告，或称祈祷、祈求、祈願，是人主動和神、神靈或靈性的個體溝通，來讚美、懺悔、感謝、祈求等表達自己或別人的思想或願望，所做的行為或儀式。人主觀認為透過禱告能達成所想所思、或者某種方式的回應。

## 禱告形式
不同信仰傳統有不同禱告形式，例如早禱晚禱、謝飯禱和相關的身體姿勢。華人民間傳統會叩拜、念誦、敬香。基督徒會低頭合手。印第安人跳舞。蘇菲派穆斯林旋轉。印度教徒誦唱。正統猶太人擺動身體。貴格會會員緘默。這些不同方式反映對禱告理解。人類學家相信早期智人從事我們會稱為禱告的活動。
- 有限物能與無限者實質接觸。
- 無限者有興趣和有限物接溝通
- 禱告是會被聆聽雖然不一定有反應。
- 禱告是去培養人某些態度而不是影響接收者。
- 禱告是透過讓人放下哲學和知識執著來訓練人集中於接收者。
- 禱告能使人直接經驗無限者，是超乎眼耳感官的直接體驗。
- 禱告對現存世界有影響。
- 接收者期望或欣賞禱告。

## 基督教的禱告
在基督徒的信仰中，祷告（祈禱）是與上帝溝通（部分基督徒称之为“交通”），可以是讚美、祈求、懺悔或者僅僅是表達自己或別人的思想或願望。

### 原因
- 圣经显示上帝鼓勵信徒祷告。聖經指出：“應當一無掛慮，只要凡事藉著禱告，祈求和感謝，將你們所要的告訴神，神所賜出人意外的平安，必在基督耶穌裡保守你們的心懷意念。”[1]
- 經常禱告可以增進和上帝的友誼。基督徒认为，上帝应当是基督徒的好朋友，不會只在需要幫忙時才交談，倒會互相關心，無拘無束地向對方説出自己的想法、憂慮和感受，這樣友誼就更牢固。上帝是个實在的个体，是有思想和感情的，可以通過禱告向天父訴説自己的想法和感受，信徒和上帝的关系更親近。[2]

### 目的
基督徒相信经常祷告是与神保持良好关系的一个重要方式。值得注意的是，祷告与得永生并没有直接关系。在圣经中记载，喜欢在大街上公开祷告的法利赛人有大部分最后并没有得永生。部分基督徒相信可以借着祷告来获得上帝的力量。
祷告具体的目的有：颂赞上帝和向上帝谢恩；向上帝祈求事物(可以为自己求，也可以为别人代求)和求赦；与上帝沟通。

### 要求
基督徒认为禱告是信徒與上帝之間的直接接触，所以需要虔诚而严肃。他们认为基督徒祷告必须遵守奉耶穌的名以及用心诚实，同时要有信心，毅力和爱心，在遇到重要及困難的事，感覺禱告無力，可以加上禁食，但不是必需的。

#### 对象
耶穌教導門徒，要向“我們在天上的父親”禱告。所以我們應該只向耶稣所指代的天父耶和華上帝禱告。但是，上帝也要求承認耶穌基督的地位。耶穌被差派到地上來，犧牲生命作為贖價，救贖人类脱離罪和死亡。他是上帝委任的大祭司和審判者。因此，聖經显示，要通過耶穌向上帝禱告。耶穌自己也曾説過：“我就是道路、真理、生命。若不籍著我沒有人能到父那裡去。”因此祷告的对象应当是聖父耶和華，並通過他聖子耶穌禱告。

#### 姿势
在旧约圣经裡，耶和華沒有規定，禱告時手要怎樣擺，身體要有怎樣的姿勢。聖經的記載顯示，人禱告時無論坐着、站着，還是面伏於地、雙膝跪下，各種姿勢都是可以的。現今雙手合掌的祈禱姿勢是模仿歐洲封建制度領主宣誓順從國王的動作。天主教會、東正教會、部分新教教會會在禱告前後畫十字聖號。真正要緊的，不是外在的特定姿勢，而是內在的正確心態。事實上，不管平時還是緊急關頭，都可以就地向上帝默禱。即使周圍的人完全看不出我們在禱告，耶和華也會聽見我們的默禱。

#### 内容
聖經説：“我們按照上帝的旨意，不管求甚麽，他都聽我們。”因此，凡是合乎上帝旨意的事都可以求，包括：
- 个人的憂慮或難題。大卫王在诗篇里说，向耶和華禱告就像跟密友説話，大可以向上帝傾心吐意，暢所欲言。[11]
- 祈求聖靈，因為聖靈能幫助人做對的事。[12]
- 指引作明智的決定，賜給力量去忍受逆境。[13]
- 假如犯了罪，就應該懇求上帝本着基督所獻的贖價寬恕。[14]
- 為其他人禱告，例如家人和其他崇拜耶和華的人。[15]

#### 时长
无论是个人还是集體禱告，聖經都沒有規定禱告應該多長。禱告可長可短，短的如吃飯前的禱告，長的如向上帝傾心吐意的禱告。不過，耶穌曾譴責一些自以為義的人，他們故意在别人面前作冗長的禱告，好引人注目。重要的是，必須衷心地禱告。因此，正确的禱告可長可短，視乎情況和需要而定。

#### 频度
聖經鼓勵基督徒“不斷禱告”，又説“禱告要堅持不懈”。聖經不是説要每時每刻不停地禱告，而是要經常禱告，常常感謝，向他尋求指引、安慰和力量。

### 聖經中的禱告
- 撒母耳的母亲在圣殿里做了很长的祷告，以致祭司认为她睡着或者酗酒。[19]
- 但以理对抗尼布甲尼撒的命令坚持每天三次面向耶路撒冷祷告。[20]
- 尼希米在要求返回以色列时做了一个十分简短的祷告。[21]
- 門徒請求耶穌指導禱告，耶穌便教導他們一個模範禱告，被稱為主禱文，或稱天主經。[22]
- 時時在靈裡禱告，並盡力堅持，在這事上儆醒，且為眾聖徒祈求[23]
- 你們要堅定持續的禱告，在此儆醒感恩[24]
- 應當一無挂慮、只要凡事藉著禱告、祈求、和感謝、將你們所要的告訴神[25]
- 況且，那靈也照樣幫同擔負我們的軟弱；我們本不曉得當怎樣禱告，只是那靈親自用說不出來的歎息，替我們代求。那鑒察人心的，曉得那靈的意思，因為祂是照著神的旨意替聖徒代求。[26]

#### 代禱
根據聖經，基督徒不旦可以為人代禱，還建議彼此代求。

## 猶太教的禱告
犹太教徒每天至少祷告三次，在一些特别的节日，例如安息日，会增加祷告的次数。
全世界的犹太教徒祷告都使用统一的祈祷书（siddur），祈祷书包含了一系列日常祷告内容。
犹太教最重要的祈祷仪式是示瑪和立祷。